# Pegaso Z-211/Z-212
Les camions Pegaso Z-211 & Z-212 sont des modèles prototypes de camions fabriqués par l'entreprise espagnole ENASA en collaboration avec le constructeur britannique Leyland Motors après la prise de participation (8%) de Leyland dans ENASA. Le châssis de ces véhicules étaient directement dérivés de modèles britanniques.

## Histoire
Après avoir lancé la production de son premier camion en 1946, l'Hispano-Suiza 66G renommé Pegaso I, offrant 7 tonnes de charge utile, à la suite de la nationalisation d'Hispano-Suiza et son intégration dans l'INI - Instituto Nacional de Industria pour créer le nouveau constructeur national espagnol ENASA, les dirigeants espagnols décident de moderniser l'offre avec un nouveau modèle, le Z-207, surnommé "Barajas" du nom de la ville hébergeant l'usine construite à cet effet.
En septembre 1955, au Salon de l'Automobile de Paris, Pegaso présente sur son stand un prototype de camion 6×2 à double essieu directeur, le Z-210, avait un nouveau moteur 6 cylindres de 10.169 cm3 avec 4 soupapes par cylindre, développant 165 ch DIN, placé en position horizontale, monté au milieu du châssis.
C'était l'un des premiers camions européens, non italien, à utiliser cette configuration en bidirectionnel, autorisant, selon le code espagnol de l'époque, une charge utile de 12.000 kg pour un PTAC de 20 tonnes.

## Les Pegaso Z-211 & Z-212
En 1957, ENASA se rapproche du constructeur britannique Leyland Motors. L'accord prévoit que Leyland accorde les licences de fabrication de ses moteurs 4 et 6 cylindres diesel à Pegaso (ENASA) et reçoit une participation au capital d'ENASA de 8 % mais, en échange, renonce à exporter en Espagne ses véhicules dans la gamme entre cinq et dix tonnes, secteur réservé à Pegaso avec sa future gamme "Comet".
Dans le secteur des véhicules lourds, la collaboration portait initialement sur de nouveaux modèles à 3 et 4 essieux, comme les mille pattes italiens, de 12-14 et 16-18 tonnes de charge utile, véhicules jamais produits en Espagne auparavant.

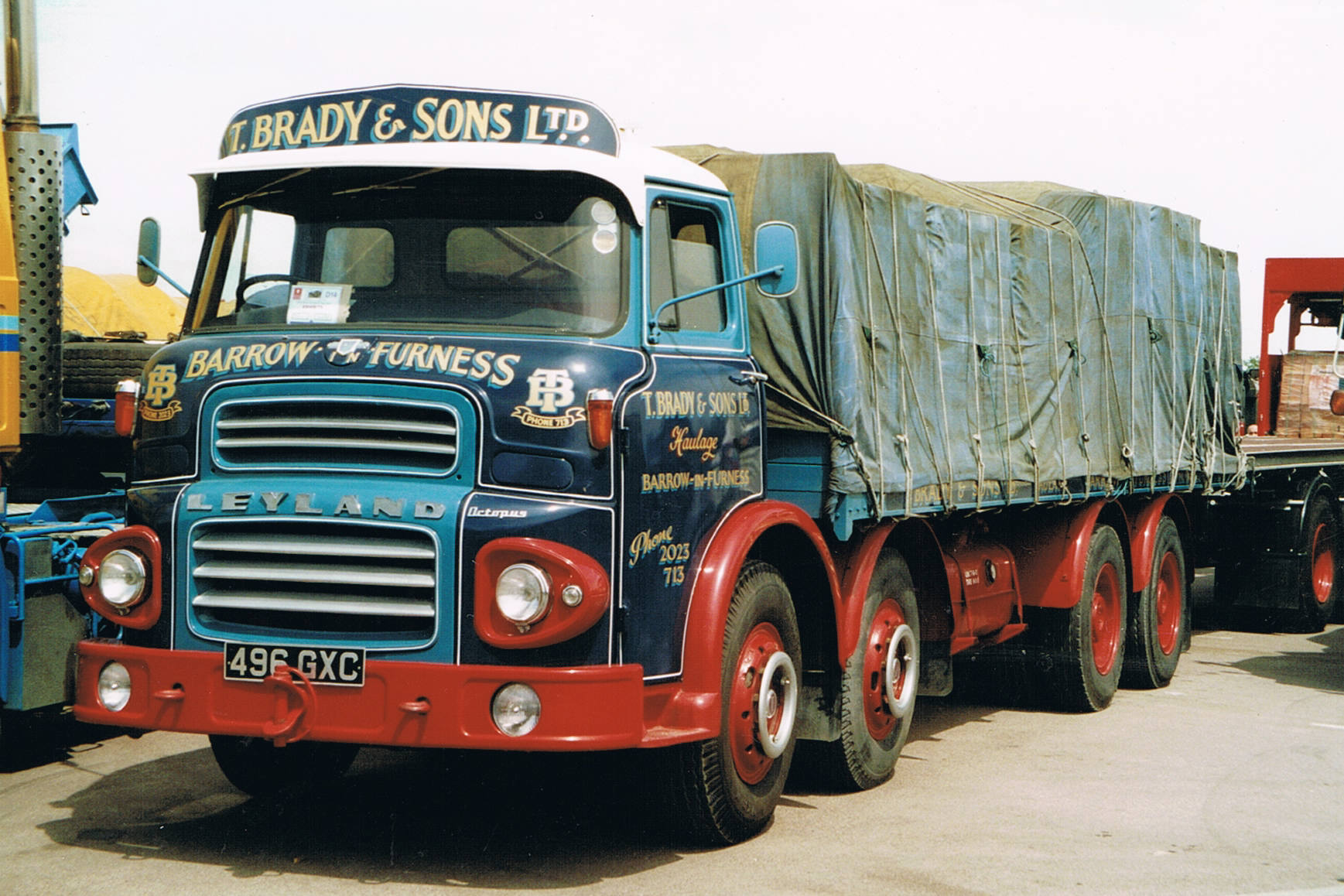
Leyland Octopus 4 essieux

De cette collaboration avec Leyland Motors, deux prototypes sont réalisés avec la technique des 2 essieux directeurs montés en tandem :
- le Z-211 - camion porteur en configuration 6x2 (3 essieux dont 2 directeurs à l'avant) avec un moteur diesel développant 165 ch DIN et un PTAC autorisé de 22,90 tonnes,
- le Z-212 - camion porteur en configuration 8x2 (4 essieux dont 2 directeurs à l'avant et un autodirecteur à l'arrière) avec le même moteur diesel de 165 ch DIN et un PTAC autorisé de 25,0 tonnes. La châssis était basé sur le Leyland Octopus anglais.

Ces deux prototypes vont donner naissance à une large gamme de véhicules Pegaso à 3 et 4 essieux, qui ont recueilli une grande réputation pour leur robustesse. Un grand nombre continuait à circuler sur les routes espagnoles jusque dans les années 1990. La version 6x2/2 était équipée d'un essieu autodirecteur arrière du carrossier industriel italien Acerbi, grand spécialiste de cet équipement.
À partir de 1960, la nomenclature de désignation des modèles Pegaso a été modifiée en remplacement les anciennes références "Z" :
- Z-100 - automobiles et leurs moteurs,
- Z-200 - camions et leurs moteurs,
- Z-400 - autobus,
- Z-500 - trolleybus,
- Z-600 - camions électriques,
- Z-700 - tracteurs routiers,

par les nouvelles appellations :
- 1000 = camions porteurs,
- 2000 = tracteurs routiers,
- 3000 = véhicules tout terrain,
- 4000 = essieux et ponts,
- 5000 = autobus et autocars avec châssis,
- 6000 = autobus et autocars avec caisses autoporteuses (Viberti Monotral).
- 7000 = cabines,
- 8000 = trolleybus,
- 9000 = moteurs.